# Wiktor Michailowitsch Igumenow
Wiktor Michailowitsch Igumenow (russisch Виктор Михайлович Игуменов; * 10. März 1943 in Omsk) ist ein ehemaliger sowjetischer Ringer. Er war fünfmal Weltmeister im griech.-röm. Stil im Weltergewicht.

## Werdegang
Wiktor Igumenow begann als Jugendlicher mit dem Ringen und spezialisierte sich dabei voll auf den griechisch-römischen Stil. Er wurde im Jahre 1961 sowjetischer Jugendmeister in der Klasse bis 70 kg Körpergewicht. Nach weiteren Erfolgen in der Sowjetunion wurde er zum Spitzenverein Spartak Moskau delegiert, wo er hervorragende Trainer und Trainingsbedingungen vorfand.
Es dauerte trotzdem bis 1965, bis er zu einem ersten internationalen Einsatz kam, weil in der damaligen Sowjetunion die Konkurrenz an guten Ringern äußert groß war. Vor allem der mehrfache Weltmeister und Olympiasieger Anatoli Kolessow beherrschte im Weltergewicht, der Gewichtsklasse, in der auch Wiktor Igumenow rang, das Geschehen.
Im Jahre 1965 vertrat Wiktor Igumenow aber schon die Farben der Sowjetunion in zwei Länderkämpfen gegen die Bundesrepublik Deutschland. In Dortmund rang er dabei gegen Peter Nettekoven unentschieden, und in Ludwigshafen am Rhein gewann er über Otto Alt aus Schifferstadt nach Punkten.
Bei seinem ersten Start bei einer Weltmeisterschaft, 1966 in Toledo/USA, gelang ihm gleich der erste Titelgewinn. Er besiegte dort alle fünf Gegner, die sich ihm entgegenstellten. 1967 verteidigte er diesen Titel bei der Weltmeisterschaft in Bukarest mit drei Siegen und einem Unentschieden gegen Jan Kårström aus Schweden.
Als hoher Favorit fuhr Wiktor Igumenow zu den Olympischen Spielen nach Mexiko-Stadt. Er besiegte dort zunächst Metodi Zarew aus Bulgarien und Ion Ţăranu aus Rumänien nach Punkten. Für diese Punktsiege erhielt er jeweils einen Fehlpunkt. Als er dann in der dritten Runde von dem Norweger Harald Barlie ganz überraschend geschultert wurde, hatte er sechs Fehlpunkte und musste ausscheiden, womit er auf dem für ihn indiskutablen 10. Platz landete.
1969, 1970 und 1971 gewann er dann in Mar del Plata, Edmonton und Sofia dreimal in Folge wieder die Weltmeisterschaft im Weltergewicht. Er musste bei diesen Weltmeisterschaften keine Niederlage hinnehmen. Lediglich dem Griechen Petros Galaktopoulos gelang es, zweimal gegen ihn unentschieden zu ringen. Siege landete er dabei u. a. auch über die Deutschen Werner Schröter und Klaus Pohl.
Im Jahre 1972 wollte Wiktor Igumenow bei den Olympischen Spielen in München den Sieg nachholen. Er hatte aber wieder ausgesprochenes Pech, denn nach seinem dritten Kampf musste er wegen einer Verletzung aufgeben und blieb unplatziert.
Nach den Olympischen Spielen 1972 beendete Wiktor Igumenow seine Laufbahn als aktiver Ringer. Er absolvierte eine Trainerausbildung und war danach als Trainer tätig. 1966 bzw. 1974 erhielt er die damals in der Sowjetunion üblichen Auszeichnungen Verdienter Meister des Sports der UdSSR bzw. Verdienter Trainer des Sports. Für seine Verdienste um den Ringersport wurde er im September 2013 in die FILA International Wrestling Hall of Fame aufgenommen.

## Internationale Erfolge
(OS = Olympische Spiele, WM = Weltmeisterschaft, EM = Europameisterschaft, GR = griech.-röm. Stil, We = Weltergewicht, bis 1968 bis 78 kg Körpergewicht, ab 1969 bis 74 kg Körpergewicht, Mi = Mittelgewicht, bis 82 kg Körpergewicht)
- 1965, 1. Platz, „Iwan-Poddubny“-Turnier in Moskau, GR, We, vor Jan Roots u. Georgi Werchinin, bde. UdSSR;
- 1965, 1. Platz, „Dan-Kolew“-Turnier in Haskovo, GR, We, vor Jan Kårström, Schweden u. Radew, Bulgarien;
- 1966, 1. Platz, WM in Toledo/USA, GR, We, mit Siegen über Mohamed Fayaz, Iran, Harald Barlie, Norwegen, Florea Ciorcilă, Rumänien, Milan Nenadić, Jugoslawien u. Bolesław Dubicki, Polen;
- 1967, 1. Platz, „Iwan-Poddubny“-Turnier in Moskau, GR, We, vor Gerogi Werchinin u. Wladyslaw Iwlew, bde. UdSSR u. Matti Laakso, Finnland;
- 1967, 1. Platz, WM in Bukarest, GR, We, mit Siegen über Bjarne Ansbøl, Dänemark, Rudy Williams, USA u. Ion Ţăranu, Rumänien u. einem Unentschieden gegen Jan Kårström, Schweden;
- 1967, 1. Platz, Vorolympisches Turnier in Mexiko-Stadt, GR, We, vor Rudolf Vesper, DDR u. Stevan Horvat, Jugoslawien;
- 1968, 10. Platz, OS in Mexiko-Stadt, GR, We, mit Siegen über Metodi Zarew, Bulgarien und Ion Ţăranu u. einer Niederlage gegen Harald Barlie, Norwegen;
- 1969, 1. Platz, WM in Mar del Plata, GR, We, mit Siegen über Larry Lyden, USA, Eero Tapio, Finnland u. Matti Poikala, Schweden;
- 1970, 1. Platz, Turnier in Klippan/Schweden, GR, Mi, vor Peter Nettekoven, BRD u. Jan Karström;
- 1970, 1. Platz, EM in Berlin (Ost), GR, We, mit Siegen über Marcel Vlad, Rumänien, Toimi Schoberg, Schweden, Klaus Pohl, DDR, Pentti Salo, Finnland u. Petros Galaktopoulos, Griechenland;
- 1970, 1. Platz, WM in Edmonton, GR, We, mit Siegen über Antal Steer, Ungarn, Werner Schröter, BRD, Richard Mihal, USA u. Boris Butrakow, Bulgarien u. einem Unentschieden gegen Petros Galaktopoulos;
- 1971, 2. Platz, Turnier in Klippan/Schweden,GR, Mi, hinter Jan Karström u. vor Toimi Schoberg u. Reinhold Hucker, BRD;
- 1971, 2. Platz, Völker-Spartakiade der UdSSR, GR, We, hinter Imant Klintson, Lettland u. vor Kasim Halilow, Georgien;
- 1971, 1. Platz, WM in Sofia, GR, We, mit Siegen über Boris Butrakow, Ion Enache, Rumänien, Franz Berger, Österreich, Klaus-Jürgen Pohl, Momir Kecman, Jugoslawien u. Stanisław Krzesiński, Polen u. einem Unentschieden gegen Petros Galaktopoulos;
- 1972, unpl., OS in München, GR, We, nach einem Sieg über Franz Berger u. einem Unentschieden gegen Petros Galaktopoulos Aufgabe wegen Verletzung